# George Horine
George Leslie Horine, né le 3 février 1890 à Escondido en Californie et mort le 28 novembre 1948 à Modesto, est un ancien athlète américain, qui pratiquait le saut en hauteur.

## Carrière sportive
George Horine est le premier homme à avoir franchi la barre des 2 mètres au saut en hauteur. Il bat une première fois le record du monde le 29 mars 1912 à Palo Alto avec 1,98 m, avant de franchir les 2 mètres le 18 mai 1912 à l'Université Stanford lors des sélections olympiques américaines. Mais ce record est passé relativement inaperçu aux États-Unis, puisque ce pays n'utilise pas le système métrique. En réalité, Horine a franchi une barre placée à six pieds sept pouces, soit exactement 2,007 m. Le record sera arrondi à 2,01 m.
Aux Jeux olympiques d'été de 1912 à Stockholm, il rate son concours et doit se contenter de la médaille de bronze, avec un bond à 1,89 m réussi à son deuxième essai, derrière l'américain Alma Richards 1,93 m et l'allemand Hans Liesche 1,91 m.
Horine utilisait une technique de saut qu'il avait lui-même inventée, baptisée « rouleau californien » (western roll) ou « rouleau costal ».

## Palmarès

### Jeux olympiques
- Jeux olympiques d'été de 1912 à Stockholm :
  -  Médaille de bronze au saut en hauteur

## Records
- Record du monde avec 1,98 m en 1912
- Record du monde avec 2,01 m en 1912